# CBS Orchestra
Le CBS Orchestra, à l'origine The World's Most Dangerous Band, est la formation musicale permanente de l'émission de télévision américaine Late Show with David Letterman, late-night show présenté par David Letterman et diffusé sur le réseau CBS. Contrairement à ce que son nom laisse suggérer, il ne s'agit pas de l'orchestre permanent du réseau de télévision américain, celui-ci n'effectuant aucune performance pour CBS autre que celle de l'émission de David Letterman.
L'orchestre est dirigé par l'américano-canadien Paul Shaffer, collaborateur historique de David Letterman; il joue au sein de la formation du piano. 

## Membres de l'orchestre
Les membres permanents de l'orchestre sont :
- Paul Shaffer : clavier, chant,
- Anton Fig (en) : batterie et percussions,
- Felicia Collins (en) : guitare, chant, percussions,
- Sid McGinnis : guitare, chant,
- Will Lee : basse, chant,
- Tom Malone : trombone, trompette, saxophone, piccolo et percussions,
- Al Chez (en) : trompette, bugle, chant, percussions.